# Ne’ot Semadar

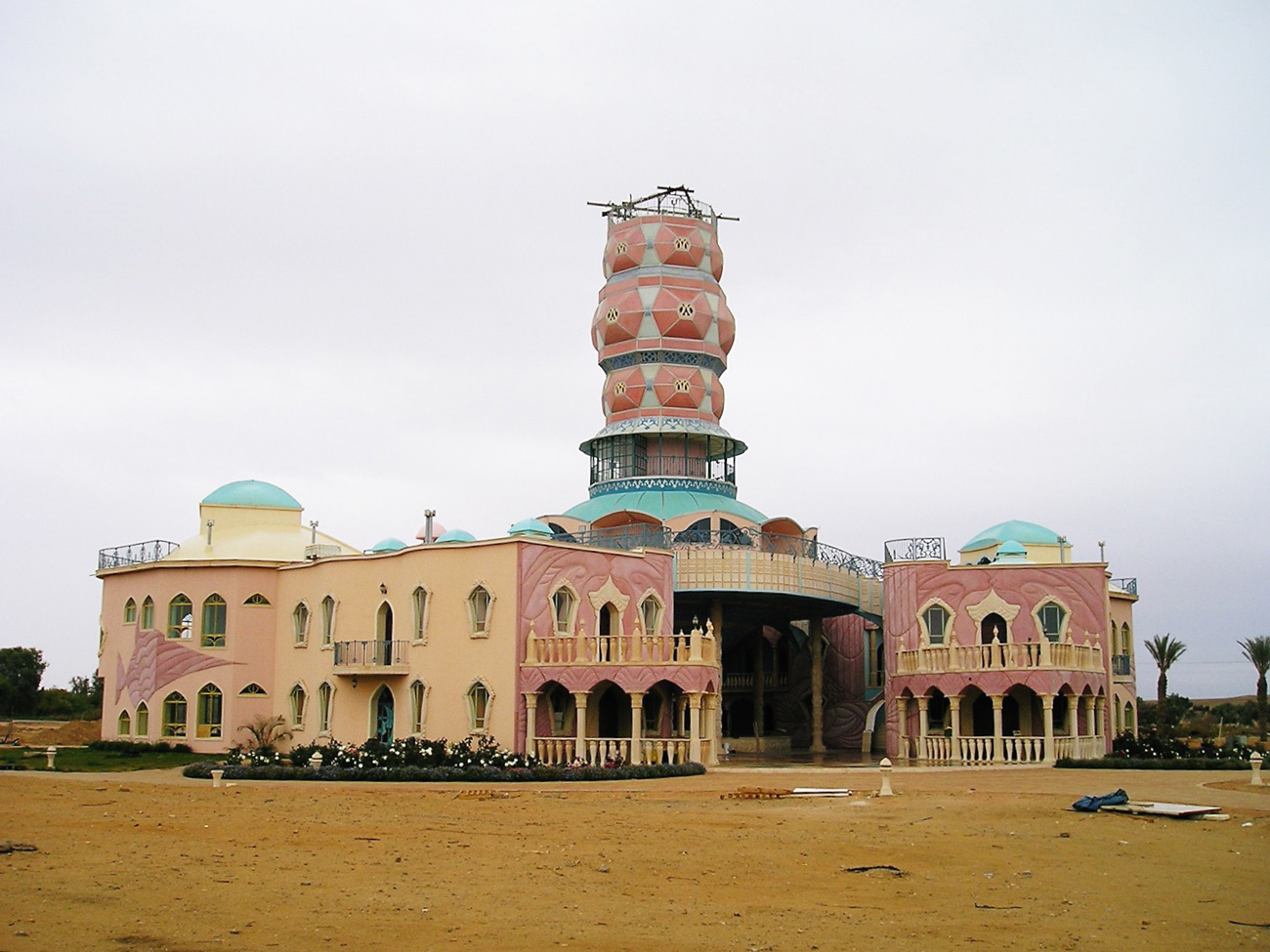
Das Kulturzentrum mit „Kühlturm“

Neʾot Smadar (hebräisch נְאוֹת סְמָדַר Nəʾōt Smadar, deutsch ‚Oase der Weinblüte‘) ist ein 1989 gegründeter Kibbuz in der Arava im südlichen Negev Israels. 2018 lebten dort 222 Personen (Familien mit Kindern, Singles und freiwillige Helfer).
Neʾot Smadar liegt etwa 70 km nördlich von Eilat an der Landstraße Nr. . In dieser von Menschen geschaffenen Oase werden auf 5 Hektar Wein (daher der Ortsname), Oliven, Dattelpalmen und Obstbäume kultiviert. Es gibt eine große Ziegenherde und der aus der Ziegenmilch gefertigte Ziegenkäse wird ebenfalls vermarktet. Der Kibbuz ist für seine hohe Qualität ökologischer Produkte bekannt.
Im Zentrum der Oase steht das Kulturzentrum, auffällig durch seinen hohen Turm, der zur Luftkühlung im Inneren dient. In der Oase gibt es einen See und sämtliches Wasser wird recycelt und wiederverwertet. Die Architektur der Häuser ist dem Wüstenklima angepasst und ebenfalls nach ökologischen Gesichtspunkten ausgerichtet. Viele Häuser haben, wie das Kulturzentrum, „Kühltürme“, um elektrisches Air-conditioning zu vermeiden.